# Sauvagesia laciniata
Sauvagesia laciniata är en tvåhjärtbladig växtart som beskrevs av C. Sastre. Sauvagesia laciniata ingår i släktet Sauvagesia och familjen Ochnaceae. Inga underarter finns listade i Catalogue of Life.